# Fatih Keleş
Fatih Keleş est un boxeur turc né en 1989.

## Carrière
Sa carrière amateur est principalement marquée par un titre de champion d'Europe à Ankara en 2011 dans la catégorie poids légers.

## Palmarès

### Jeux olympiques
- Qualifié pour les Jeux de 2012 à Londres, Angleterre

### Championnats d'Europe de boxe amateur
- Médaille d'or en -60 kg en 2011 à Ankara,  Turquie